# Electrogena affinis
Electrogena affinis is een haft uit de familie Heptageniidae. De wetenschappelijke naam van de soort is voor het eerst geldig gepubliceerd in 1886 door Eaton.
De soort komt voor in het Palearctisch gebied.